# Helfrid Lambert
Helfrid Lambert (5 de marzo de 1868 - 15 de junio de 1954) fue una actriz, cantante y compositora de nacionalidad sueca.

## Biografía
Su nombre completo era Helfrid Signe Cecilia Sundqvist, y nació en Estocolmo, Suecia. Lambert fue estudiante en la Ópera Real de Estocolmo en 1885–1886. Debutó sobre el escenario en 1886 como Anna en Värmlänningarna. Después actuó en el Södra Teatern (1887–1888), en el Djurgårdsteatern (verano de 1888), en el Stora Teatern de Gotemburgo (1889–1890), en Helsinki (1890–1891), en el Vasateatern (1891–1892), con la compañía itinerante de Albert Ranft (1892–1893), y de nuevo en el Södra Teatern (1894–1902), el Östermalmsteatern (1903–1904), y otra vez en el Södra Teatern en 1904–1914.
Ella tuvo en 1908 una compañía propia de operetas, yo en los años 1914–1922 fue dueña del salón de baile Dansut.
Lambert fue conocida por interpretar el tema Kväsarvalsen en la revista Den stora strejken, representada en el Södra Teatern en 1899. 
Fue también compositora. Una de sus canciones se basaba en un poema de Gustaf Fröding, Det var dans bort i vägen (1899), que ella interpretó en un disco en 1906. Además compuso la opereta Skatten (1909), que representó en el Teatro Oscar de Estocolmo en el mismo año.
Helfrid Lambert falleció en Estocolmo en el año 1954. Fue enterrada en el Cementerio Norra begravningsplatsen, de esa ciudad. Se había casado en 1894 con el actor Knut Lambert, permaneciendo la pareja unida hasta la muerte de él en 1941.

## Filmografía
- 1906 : Lika mot lika
- 1913 : Äktenskapsbyrån
- 1913 : Skandalen
- 1927 : Drottningen av Pellagonien
- 1930 : Charlotte Löwensköld
- 1931 : Flickan från Värmland
- 1937 : Än leva de gamla gudar
- 1938 : En kvinnas ansikte
- 1940 : Mannen som alla ville mörda
- 1948 : Känn dej som hemma

## Teatro
- 1889 : Papageno, de Rudolf Kneisel, Södra Teatern[3]
- 1892 : Jack och Bob, de Edward Jakobowski, Claxson Bellamy y Harry Paulton, Vasateatern[4]
- 1899 : Den stora sträjken, Södra Teatern[5]
- 1901 : Stiliga Agusta, de Gustaf af Geijerstam, dirección de Albert Ranft, Södra Teatern[6]
- 1902 : Sherlock Holmes, de Walter Christmas, Svenska teatern de Estocolmo[7]
- 1903 : Adam och Eva, de Eduard Jacobson, Leopold Ely y Adolph Ferron, Olympiateatern[8]
- 1903 : Droskkuskens dotter, Olympiateatern[9]
- 1903 : Clairette i dragonlägret, de Victor Roger, Hippolyte Raymond y Antony Mars, Olympiateatern[10]
- 1903 : Hattmakarens bal, de Selfrid Kinmanson, Olympiateatern[11]
- 1905 : Stockholmsluft, de Emil Norlander, Södra Teatern[12]
- 1905 : En kvinnostrid, de Ernst Fastbom, Södra Teatern[13]
- 1906 : Kalle Munter eller Hafver ni sett till någon misstänkt figur, de Emil Norlander, Södra Teatern[14]
- 1906 : Allt på sin rätta plats, de Frans Hedberg, Södra Teatern[15]
- 1914 : Storstadsbaciller, de Jean Gilbert, dirección de Carl Barcklind, Vasateatern[16]
- 1915 : Pariserluft, de Martin Knopf, Vasateatern[17]
- 1916 : Krigsäran, de Maurice Hennequin, dirección de Knut Nyblom, Vasateatern[18]
- 1951 : De' som gömmes i snö, de Karl-Ewert, dirección de Werner Ohlson, Odeonteatern de Estocolmo[19]